# Spyridium polycephalum
Spyridium polycephalum är en brakvedsväxtart som först beskrevs av Porphir Kiril Nicolai Stepanowitsch Turczaninow, och fick sitt nu gällande namn av B.L. Rye. Spyridium polycephalum ingår i släktet Spyridium och familjen brakvedsväxter. Inga underarter finns listade i Catalogue of Life.